# Московський лінгвістичний гурток
Московський лінгвістичний гурток — об'єднання російських філологів, що діяло в 1915—1924 роках. Засноване студентами історико-філологічного факультету Московського університету (Р. Якобсон, С. Рогозін, П. Богатирьов, Ф. Афремов, П. Свєшников, М. Яковлєв та ін).
Робота гуртка визначалася як лабораторна. У 1915—1918 роках переважали заняття діалектологією, фольклором, етнографією; в 1919—1922 роках інтереси переміщаються в область поетики, віршознавства і теорії поетичного мовлення. Цьому сприяло зближення гуртка з ОПОЯЗом. Однак, незважаючи на прийняття гуртком термінології і методології ОПОЯЗа (а також видавничої марки), між обома групами були відмінності як теоретичного, так і проблемного характеру: гурток більшою мірою розглядав художню форму не як щось самоцінне, а як явище лінгвістично обумовлене, функціонально організоване («поетичне мовознавство», «поетична діалектологія», «мова в його поетичній функції»). З 1922 відбувається переорієнтація гуртка, з одного боку на суто лінгвістичне вивчення неписьменних мов Північного Кавказу (М. Ф. Яковлєв, Л. І. Жирков), з іншого — на ЛЕФ (Г. О. Винокур), з третьої — на ГАХН (Г. Г. Шпет, Б. В. Горнунг), в результаті чого біля 1925 діяльність гуртка припиняється.